# 多尔莱格利斯
多尔莱格利斯（法語：Dore-l'Église，法語發音：[dɔʁ leɡliz]）是法国多姆山省的一个市镇，属于昂贝尔区。

## 地理
多尔莱格利斯（45°22'59"N, 3°45'4"E）面积27.14 平方千米，位于法国奥弗涅-罗讷-阿尔卑斯大区多姆山省，该省份为法国中南部省份，北起阿列省接壤，东临卢瓦尔省，南至上盧瓦爾省和康塔爾省，西接科雷兹省和克勒兹省。
与多尔莱格利斯接壤的市镇（或旧市镇、城区）包括：马尔维耶尔、圣让多布里古、圣维克托叙阿尔朗、阿尔朗、迈尔、默代罗勒。

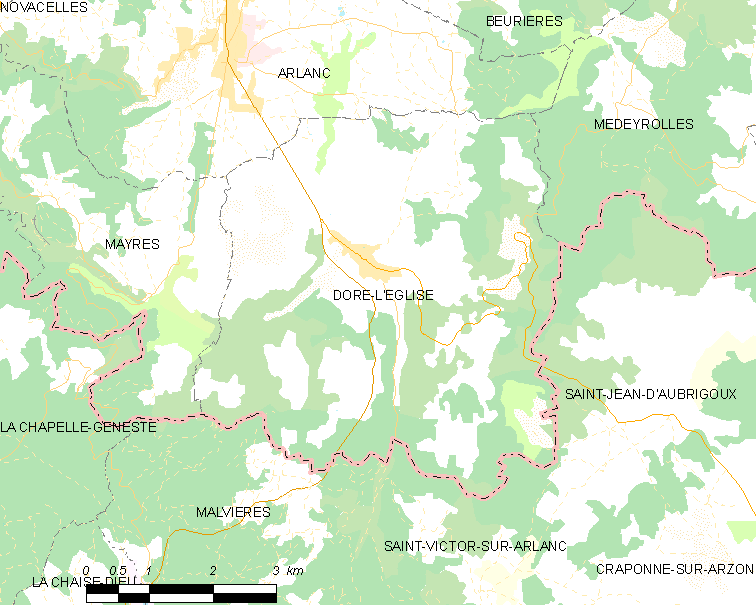
多尔莱格利斯的OSM定位图

多尔莱格利斯的时区为UTC+01:00、UTC+02:00（夏令时）。

## 行政
多尔莱格利斯的邮政编码为63220，INSEE市镇编码为63139。

## 政治
多尔莱格利斯所属的省级选区为昂贝尔县。

## 人口

1962-2008年间多尔莱格利斯人口变化图示

多尔莱格利斯于2022年1月1日时的人口数量为664人。